# Pankaruru
Pankaruru (Pankararu).- Porodica istočno-brazilskih indijanskih plemena i jezika, koje Greenberg (1987) zajedno sa Xukurú klasificira u Macro-Tucanoan, raširena je po državama Bahia, Pernambuco, Alagoas i São Paulo. Članovi porodice su:
- Jiripancó,
- Pankararé,
- Pankararu,
- Pankaru.

## Vanjske poveznice
- Pankarau/Pankararé